# École cathédrale

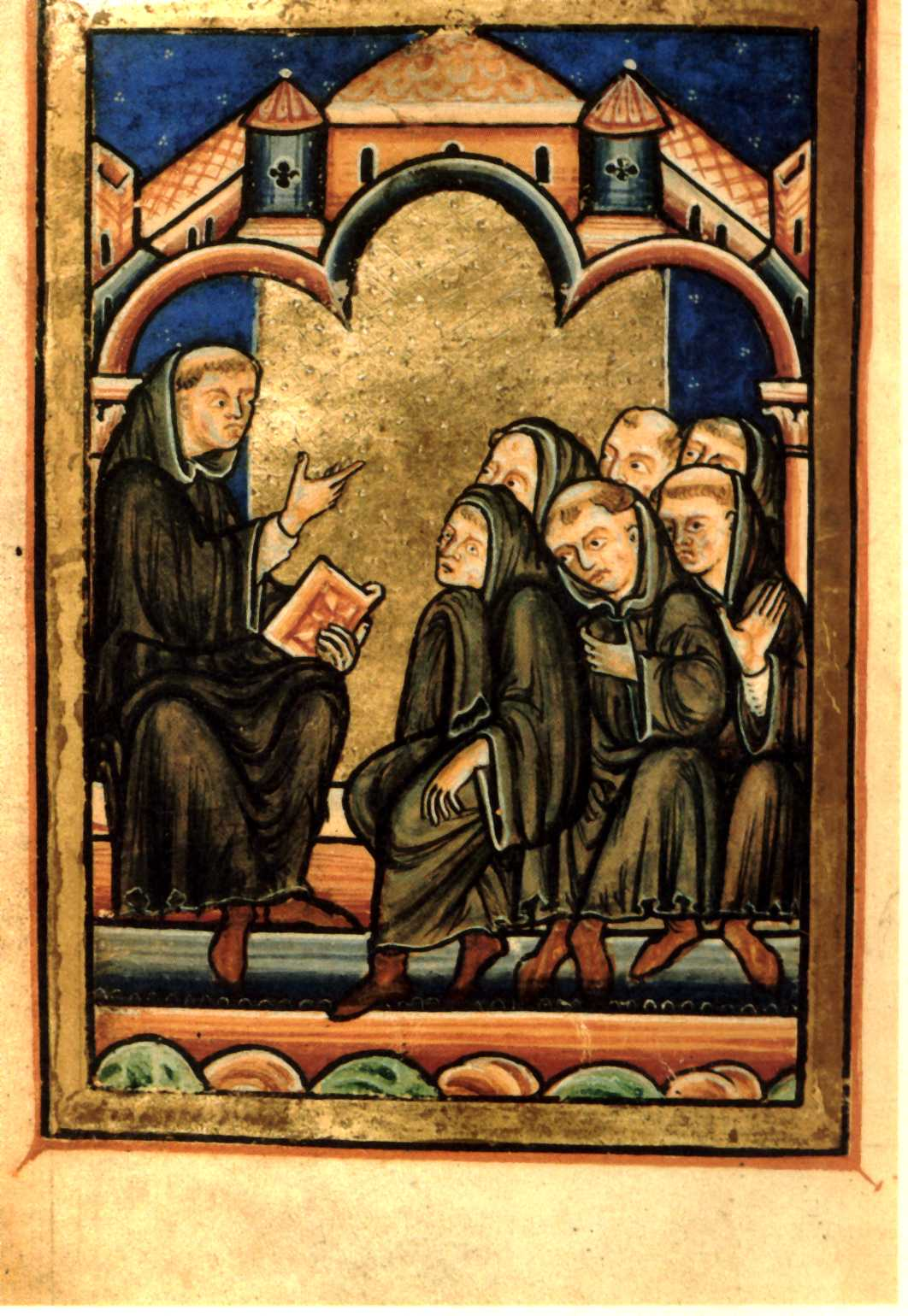
Enseignement monastique.

Une école cathédrale ou école épiscopale est une institution d'enseignement datant du Moyen Âge. Les écoles cathédrales doivent leur nom à leurs liens avec une église cathédrale d'un diocèse particulier de l'Église catholique, leur vocation étant à l'origine la formation supérieure des candidats du diocèse à l'état clérical. Elles sont complémentaires aux écoles paroissiales ou à l'enseignement dispensé dans les couvents, qui est plus élémentaire.
Elles ont, peu à peu, accepté des étudiants laïcs. Ces écoles ont été à la base de la renaissance culturelle et philosophique du XIIe siècle et ont précédé la fondation des universités au XIIIe siècle. Certaines de ces écoles médiévales, radicalement transformées, ont survécu jusqu'aujourd'hui. D'autres furent refondées récemment.

## Origine

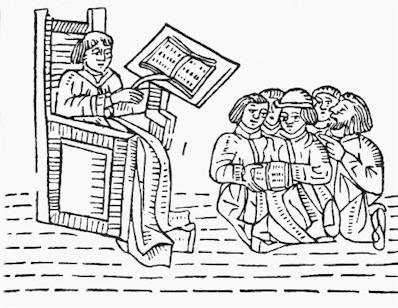
Enseignement médiéval.

De telles écoles ont été mises en place à partir du VIe siècle. L'effondrement de l'empire d'Occident oblige l'Église à prendre en main cette formation, qui est réservée d'abord aux futurs clercs. Avant le VIe siècle, on ne connait pas d'écoles destinées à former des hommes d'Église.
À partir du VIe siècle l'Église se montre soucieuse d'assurer l'éducation des clercs dans le cadre des paroisses et des diocèses.
La première directive en ce sens fut donnée par le IIe Concile de Tolède de 527.
L'initiateur principal en Gaule est Césaire d'Arles (vers 470-542) qui réunit un concile en 529.
Césaire d'Arles s'est aussi employé à créer des écoles épiscopales, c'est l'école qui va être dirigée par un évêque. Pour cela il prend pour modèle saint Augustin. Ainsi, il rassemble à Arles une petite communauté de clercs qui se destine aux ordres majeurs (diacres, prêtres, évêques). Césaire assure lui-même la fonction de maître. Pour devenir diacre, il faut au moins avoir lu quatre fois l'ensemble de la Bible.

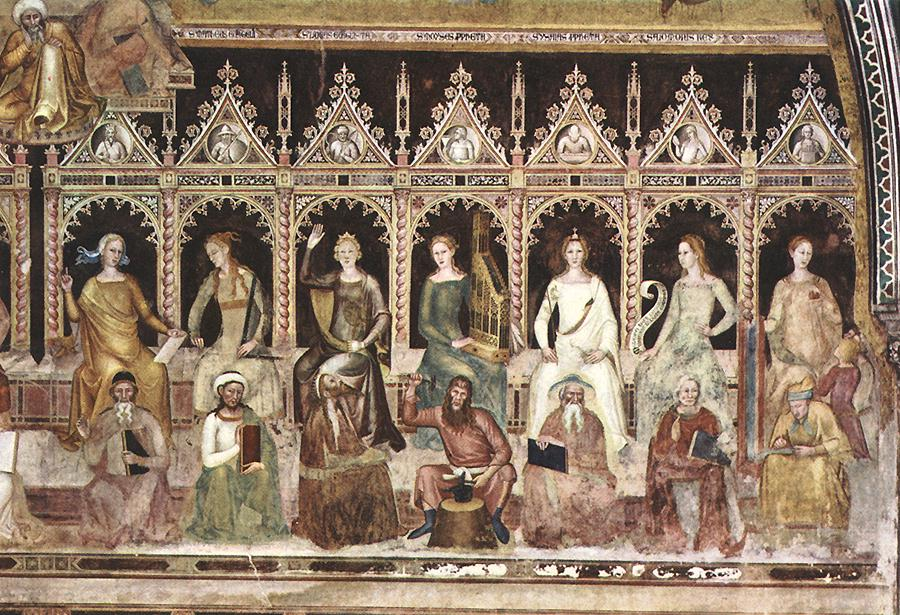
Les sept arts libéraux.

Cette conception évolue sous l'influence des écrits de saint Augustin (354-430). Il a été lui-même rhéteur en Italie, avant d'être évêque à Hippone. Saint Augustin a composé le De doctrina christiana dans lequel il développe un programme de culture chrétienne, et il démontre comment on peut tirer parti des études faites dans les écoles romaines pour mieux comprendre le message chrétien et en particulier le texte biblique. Pour lui, il s'agit d'expliquer les textes bibliques avec les méthodes utilisées par les grammairiens lorsqu'ils commentent les textes païens. En particulier, Saint Augustin défend les sept arts libéraux, c'est-à-dire les disciplines fondamentales telles que la grammaire, la rhétorique, la dialectique, l'arithmétique, la géométrie, l'astronomie et la musique. Pour lui, il est essentiel que le chrétien maitrise les règles du discours pour pouvoir développer une rhétorique chrétienne et parvenir ainsi à convaincre le public du bien-fondé du christianisme.
Autour de l'évêque se réunissent des jeunes gens qui mènent une vie commune. Ils apprennent à chanter les psaumes et les textes bibliques.
Une fonction importante de l'école cathédrale est d'enseigner le chant, fonction qui survit souvent sous forme de schola cantorum.
En Angleterre, la première école cathédrale fut fondée par Augustin à Cantorbéry en 669, elle est probablement la plus ancienne école ayant eu une activité continue jusqu'à ce jour.
On compte une vingtaine d'écoles de ce type en Espagne et en Gaule vers le VIIe siècle. L'enseignement y porte sur l'éducation religieuse et théologique, sous la direction d'un évêque lettré.

## Réforme carolingienne

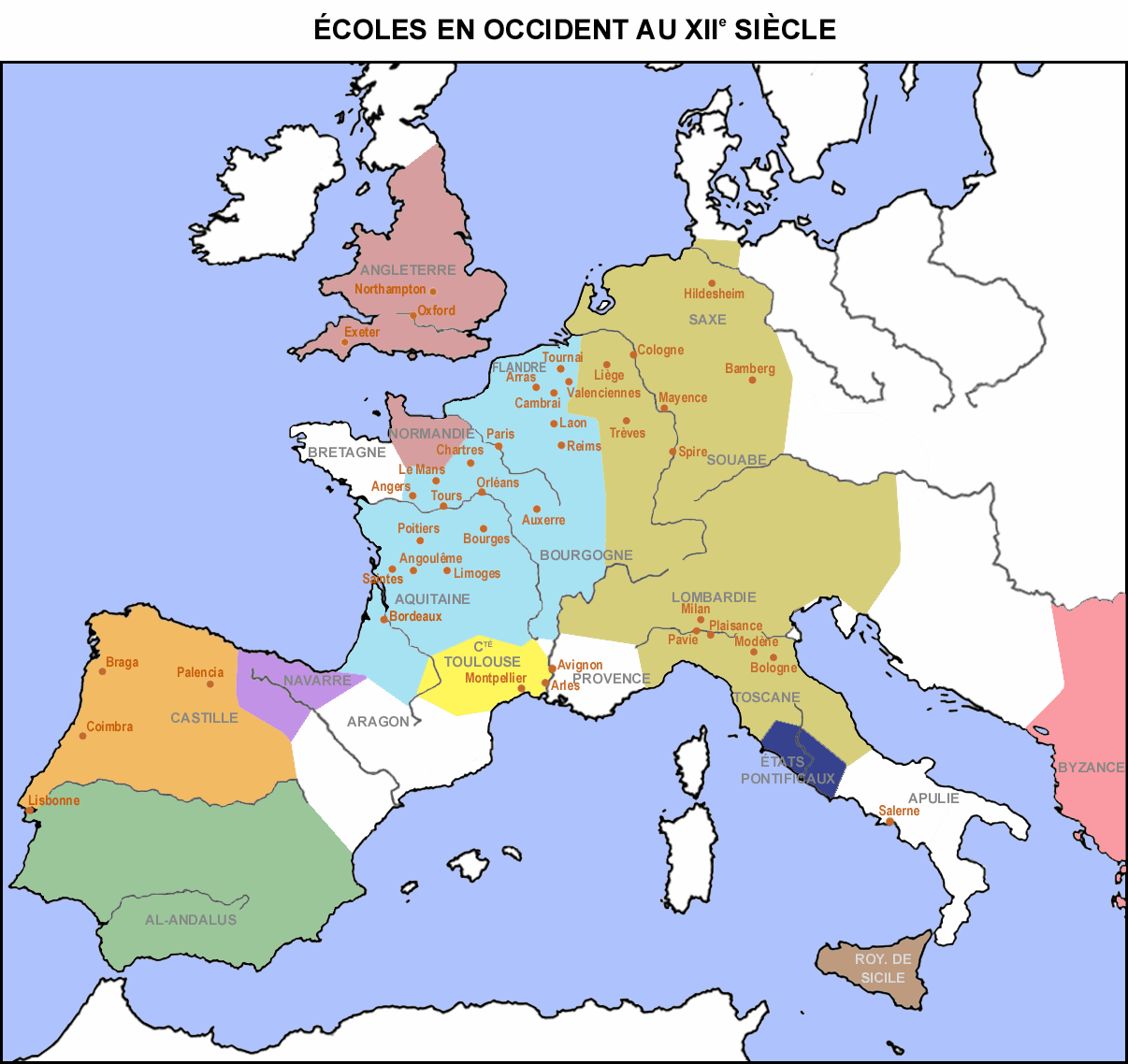
Centres d'études en Occident durant le XIIe siècle.

Ce mouvement est systématisé quand en 789, Charlemagne promulgue le capitulaire Admonitio generalis (Exhortation générale). Il fixe les premières grandes lignes directrices de la réforme carolingienne, qui décrète notamment la création d'écoles dans chaque évêché.
L'école cathédrale de Lyon a été fondée en 799 par Leidrade.
En Francie, les écoles les plus importantes ont été celles de Chartres, Orléans, Reims, Paris, Laon, Rouen et Langres.
En Germanie, on en voit à Utrecht, Liège, Cologne, Metz, Spire, Wurtzbourg, Bamberg, Magdebourg, Hildesheim ou Freising.
Ces écoles fournissent non seulement des élites intellectuelles pour le haut clergé, mais également des administrateurs capables de faire face aux tâches de plus en plus complexes de l'administration civile. Spire, par exemple, a été connue pour fournir ses diplomates au Saint-Empire romain germanique.
La cour d'Henri Ier Beauclerc (lui-même un exemple de roi ayant reçu une éducation supérieure) était en rapports étroits avec l'école cathédrale de Laon.

## Écoles capitulaires

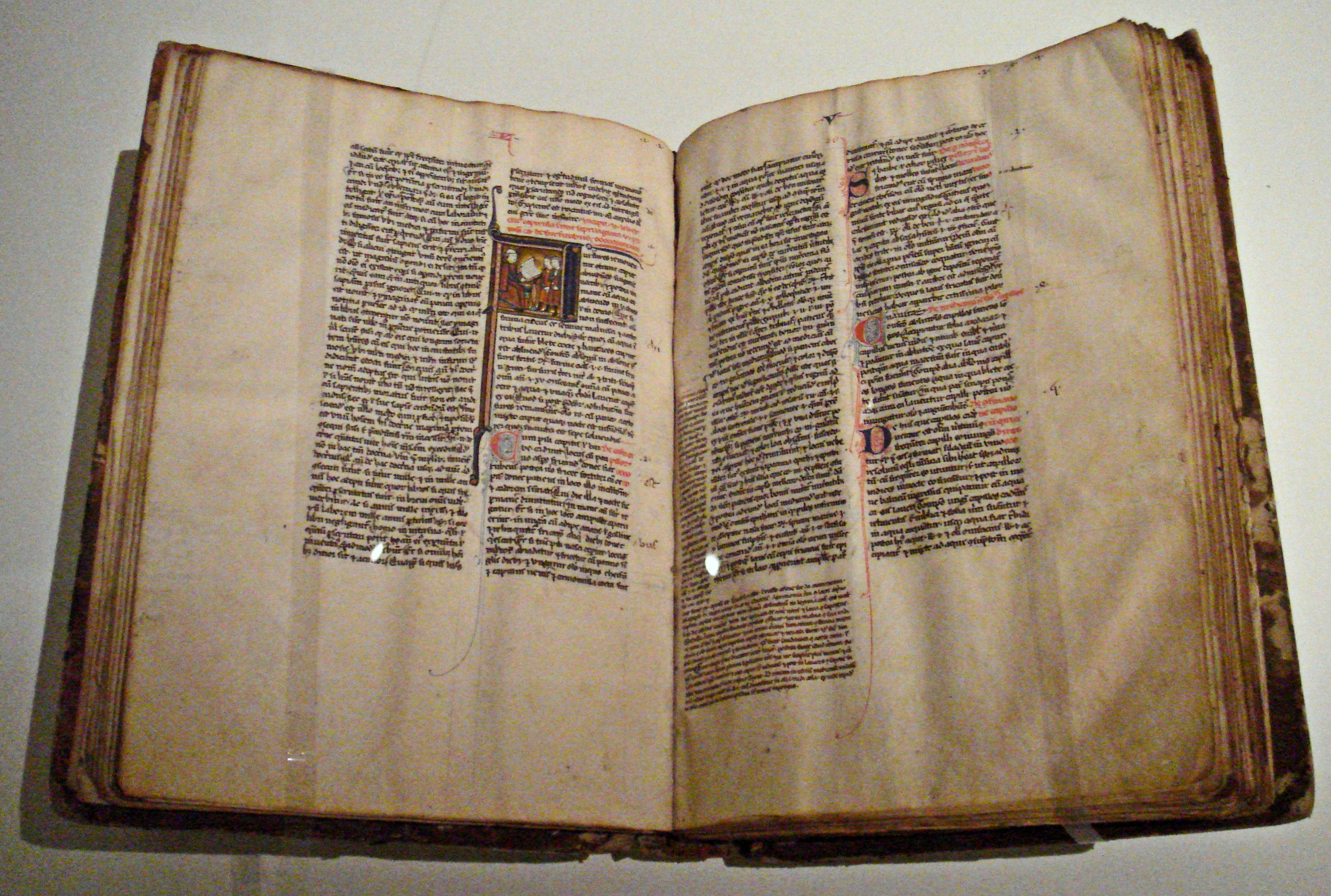
Traité de médecine - XIII.

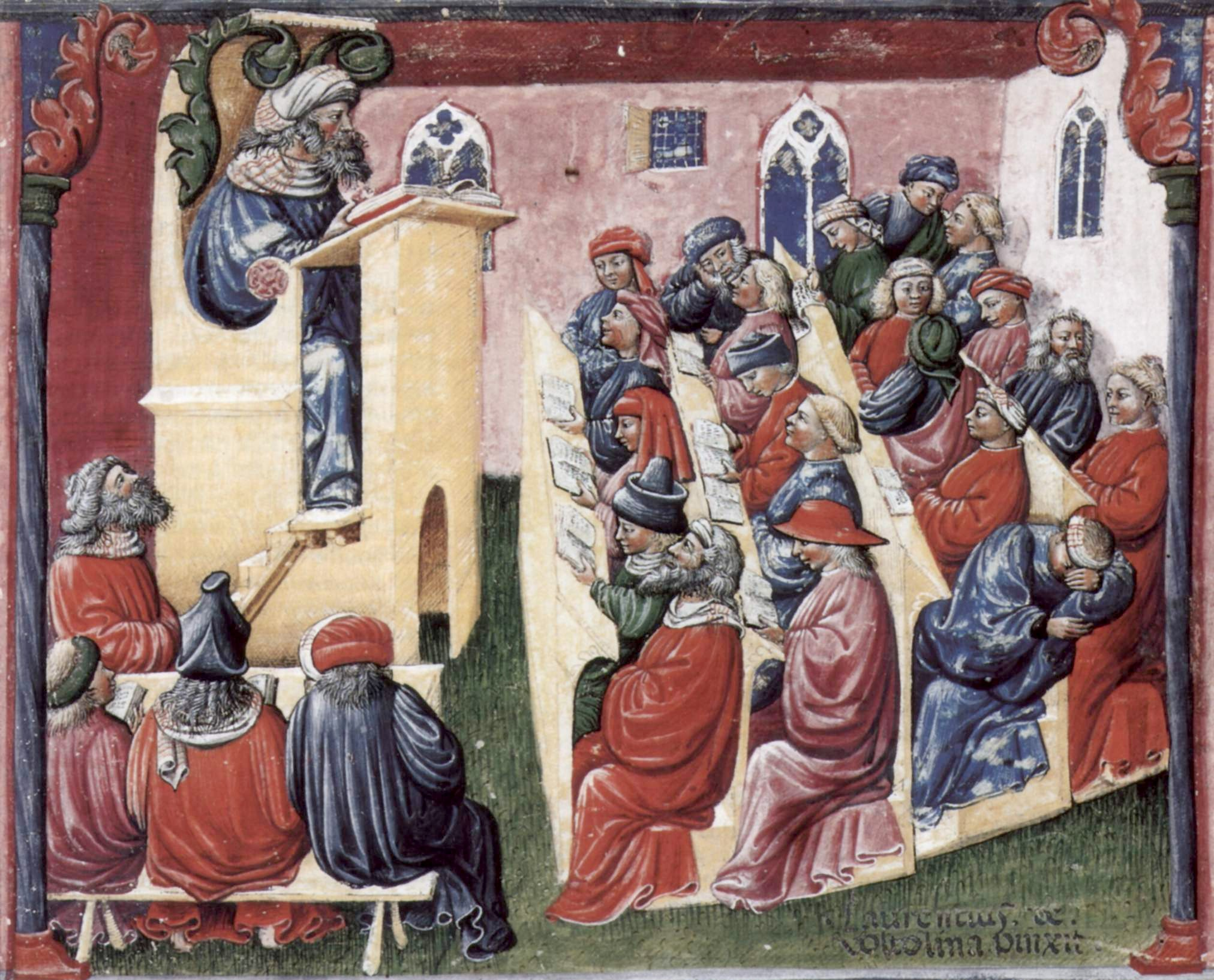
Enseignement magistral au XIV.

Au synode de 1059, Nicolas II lance une réforme religieuse qui impose aux clercs la pratique de la vita apostolica, remettant en cause les structures de l’Église.
Cette réforme conduira à la multiplication des collégiales au XIIe siècle.
Les écoles épiscopales passent alors à la charge des chanoines de la cathédrale. Dépendant d'un chapitre de chanoines elles prennent également le titre d'« école capitulaire ».
Le curriculum classique comprenait des études religieuses, le Trivium, et le Quadrivium.
Elles étaient dirigées par un écolâtre. L'enseignement était assuré par des maîtres (magister en latin). Ces maîtres étaient des clercs ayant terminé leurs études et ayant obtenu la « licence d'enseigner » (licentia docendi). À la fin du XIIe siècle, cette autorisation était attribuée par le chancelier de la cathédrale (exemple : Chancelier de l'Université de Paris). Ce dernier avait en outre un fort pouvoir juridictionnel sur les écoliers et les maîtres.
L'enseignement dans les écoles cathédrales, assuré par des clercs, était en principe gratuit, mais les maîtres recevaient aussi des cadeaux de la part des étudiants.
La schola minor était destinée à enseigner les rudiments (lire, écrire et chanter) aux étudiants les plus jeunes, correspondant à une école élémentaire. Les étudiants apprenaient en particulier le latin, la langue universelle de l'époque. La schola major accueillait les étudiants ayant acquis les bases, correspond à une école secondaire.
Ces écoles étant toujours destinées en principe à la formation supérieure des clercs, les femmes n'y sont par principe pas admises, ce qui ne les empêche pas de recevoir également une éducation par l'école monastique (quand l'éducation des filles était confiée aux couvents de femmes). L'accès aux études supérieures par des précepteurs est théoriquement possible (comme l'illustre la célèbre histoire de Héloïse et Abélard) mais reste exceptionnel.
L'organisation en chapitre donne à ces écoles plus d'autonomie, l'évêque n'étant plus directement responsable de leur gestion et se limitant à son rôle de surveillance épiscopale. De ce fait, l'enseignement qui y est dispensé devient progressivement plus général.
À partir du XIIIe siècle elles seront progressivement remplacées par l'enseignement universitaire naissant.

## Voir aussi

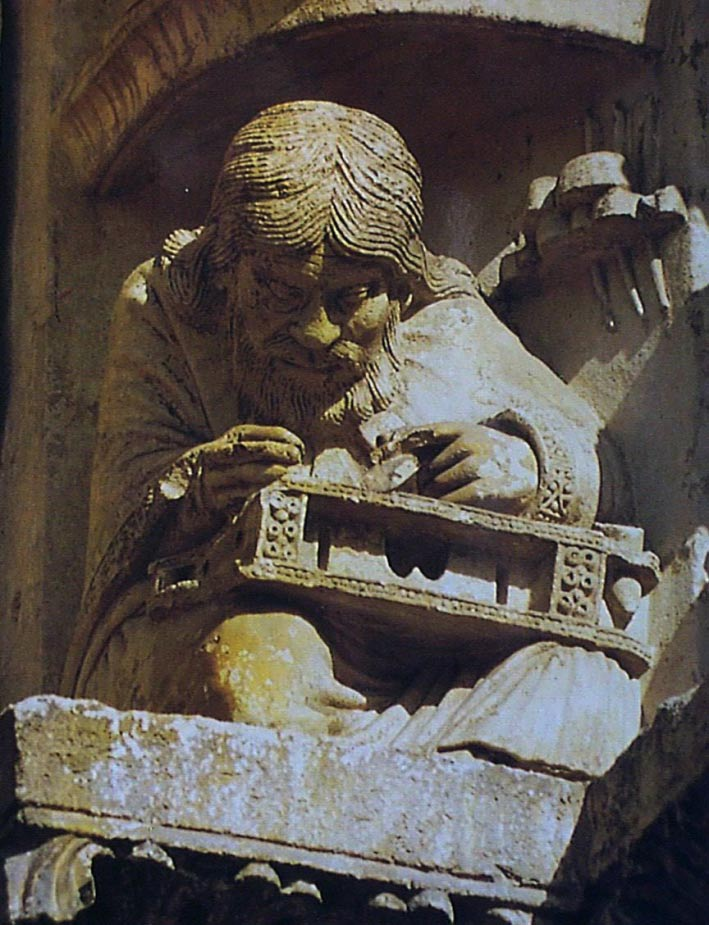
Pythagore représenté sur la cathédrale de Chartres.

### Écoles cathédrales européennes
- École cathédrale de Viborg
- École cathédrale de Paris
- École cathédrale de Lund
- École cathédrale de Tallinn
- École de la cathédrale d'Oslo
- École de la cathédrale d'Åbo
- École de Chartres
- École de Laon
- École cathédrale de Liège
- École cathédrale de Reims